# Chróstnik (przystanek kolejowy)
Chróstnik – przystanek kolejowy w województwie dolnośląskim w Polsce.

## Ruch pasażerski
| Rok  | Wymiana pasażerska na dobę |
| ---- | -------------------------- |
| 2017 | –                          |
| 2022 | 20-49                      |